# Hovhannes V (ormiański patriarcha Konstantynopola)
Hovhannes V (ur. ?, zm. ?) – w latach 1663–1664 oraz 1665–1667 28. ormiański Patriarcha Konstantynopola.